# Пембрук Док
Пѐмбрук Док (на английски: Pembroke Dock; на уелски: Doc Penfro, Док Пенвро̀) е град в Югозападен Уелс, графство Пембрукшър. Разположен е около левия бряг на устието на река Кледай в Ирландско море на около 150 km на северозапад от столицата Кардиф. На около 15 km на север от Пембрук Док се намира главният административен център на графството Хавърфордуест. На около 8 km на запад по северното крайбрежие на устието на река Кледай е най-големият град в графството Милфорд Хейвън. Основан е през 1814 г. Има пристанище, крайна жп гара и ферибот, който пътува до Ирландия. Населението му е 8676 жители според данни от преброяването през 2001 г.